# Micky Waller
Micky Waller (* 6. September 1941; † 29. April 2008) war ein britischer Schlagzeuger, der in etlichen bekannten Rockbands gespielt hat, so z. B. bei Steampacket, John Mayalls Bluesbreakers und der Jeff Beck Group.

## Biografie
Micky Waller begann seine Karriere als Profimusiker 1960. Er spielte bei verschiedenen Bands, bevor er sich 1963 Cyril Davies und seinen All Stars anschloss. Nach dem Tod von Davies 1964 spielte Waller bei Marty Wilde, dem Vater von Kim Wilde, und begleitete Little Richard auf einer UK-Tour.
Die nächsten Stationen waren Georgie Fame und die Blue Flames, danach ab April 1965 bei The Steampacket. Ab 1966 spielte er bei Brian Augers Trinity.
1967 trommelte Waller für kurze Zeit bei John Mayalls Bluesbreakers. Er spielte für die Walker Brothers und Cat Stevens, und wurde im August dieses Jahres Mitglied der Jeff Beck Group, mit der er das Album Truth aufnahm.
1969 übernahm Waller die musikalische Leitung des Musicals Hair. In den Jahren danach spielte Waller bei vielen verschiedenen Bands und Interpreten, darunter Long John Baldry, Georgie Fame und Chicken Shack. Er begleitete Chuck Berry, Eric Clapton und Paul McCartney.
Auch nach der Jahrtausendwende trat Micky Waller gelegentlich noch mit Freunden auf.
Waller starb am 29. April 2008 in London an Leberversagen.
Der Rolling Stone listete Waller 2016 auf Rang 78 der 100 größten Schlagzeuger aller Zeiten.